# Апостасия
Апостаси́я (греч. Αποστασία — отступничество) — отступничество от христианства, вероотступничество.
Вероотступничество представляет собой полный отказ человека от прежней своей христианской веры, отрицание её догматов, сопровождающееся отпадением от Церкви, либо отказ клирика от своих обязанностей или подчинения церковной иерархии. В отличие от ереси, характеризующейся частичным отрицанием церковного учения, апостасия представляет собой полное его отрицание — атеизм либо переход в нехристианскую веру.
В христианскую литературу слово «апостасия» вошло из античной греческой литературы, где оно означало отпадение от законного правителя — измену ему или мятеж против него. В греческом переводе Ветхого Завета — Септуагинте — слово «апостасия» приобрело религиозную окраску — отпадение от небесного Правителя — от Бога, либо измену закону Моисея, данному Богом (Нав. 22:22; 2Пар. 29:19; 1Мак. 2:15; Иер. 2:19; Деян. 21:21; 2Фес. 2:3).
Вопрос об отпавших от церкви, которые после отречения под угрозой мучений и смерти каялись и просили принять их, возник в первые века существования христианства. С начала III века церковь признавала возможность «второго покаяния», хотя первоначально такие случаи были немногочисленны.
После гонения Декия, которое привело к массовому отступничеству, весной 251 года на соборе в Карфагене были изменены условия принятия кающихся отступников в церковное общение. Собор смягчил покаянную дисциплину, он разделил отступников на две категории в зависимости от степени отпадения. Одних принимали только на смертном одре, других — после более или менее продолжительного покаяния.

## Католицизм
В современном католицизме различают три типа отступничества (Бенедикт XIV, De Synodo diocesana, XIII, xi, 9):
- Отступничество от веры (apostasia a fide или perfidiae): полный и добровольный отказ от христианства, сопровождающийся принятием другой религии (иудаизма, ислама и т. п.) либо отказом от любой религии вообще.
- Отступничество (отказ) от церковного сана (apostasia ab ordine): отказ священнослужителя от сана и связанных с саном обязанностей. Первоначально распространялось и на церковнослужителей. Халкидонский собор в 451 году постановил извергать отступников из священного сана независимо от их положения в церковной иерархии, этот принцип (лат. Ne quis monachus vel clericus a suo gradu apostataret), сформулированный в декреталии Льва IX в 1049 году неоднократно подтверждался на протяжении Средневековья. В настоящее время отступничество от сана не карается церковными законами, однако епископы сохраняют право отлучения упорствующих отступников от сана.
- Отступничество (отказ) от монашеского сана (apostasia a religione или monachatus): отказ монаха от сана, уход из монастырской общины и отказ исполнения своих обязательств перед монастырской общиной или орденом. На Халкидонском соборе было принято решение об отлучении монахов, вернувшихся в мир.

В 2010 году папа Бенедикт XVI включил преступления против веры (лат. delicta contra fidem), в том числе и апостасию, в список тягчайших преступлений (лат. Normae de gravioribus delictis).
В декреталиях Григория IX упоминаются ещё два вида отступничества: apostasia inobedientiae, то есть неподчинение приказу церковных властей и iteratio baptismatis — повторное крещение или перекрещивание.

## Православие
В отличие от католицизма, в православии ситуации и признаки апостасии строго не кодифицированы.
В Российской империи апостасия квалифицировалась как религиозное преступление (посягательство). «Устав о предупреждении и пресечении преступлений» категорически воспрещал переход православных в иную веру, за что полагалась смертная казнь. 22-я глава Соборного уложения 1649 года предусматривала сожжение только за переход в ислам. Тем не менее на практике такая казнь применялась и для обвиняемых в переходе в другие религии.
- В 1605 году казнён стрелецкий голова Смирной-Маматов, перебежавший в Персию и принявший там ислам. Возвращённый в пределы России, Смирной-Маматов по особому царскому указу был подвергнут пыткам, облит нефтью и сожжён заживо[4].

- 15 (26) июля 1738 года публично при участии императрицы Анны Иоанновны в Санкт-Петербурге был сожжён отставной капитан-поручик А. А. Возницын по обвинению в переходе в иудаизм, вместе с его «совратителем» евреем Борухом Лейбовым[5][6].

- Всего в 1738 году в России состоялось 6 казней через сожжение[5]; казнены были также две женщины (сожжены в срубе за то, что во время литургии выплюнули Святые Тайны — суд сослался на Соборное уложение 1649 года) и протопоп Иван Федосьев за богохульство.

- 20 апреля (1 мая) 1738 года башкир Тойгильда Жуляков за возвращение из православия в ислам был сожжён в Екатеринбурге. Смертный приговор был вынесен Василием Татищевым, бывшим тогда начальником Главной Горной канцелярии: «за то, что, крестясь, принял паки махометанский закон — на страх другим, при собрании всех крещенных татар сжечь…»[5]

- 30 апреля (11 мая) 1739 года за возвращение в ислам была сожжена крещёная 60-летняя башкирка Кисябика (Катерина) Байрясова[7][8].

17 (30) апреля 1905 года был издан Указ об укреплении начал веротерпимости, после чего отпавшие от православия в России перестали подвергаться уголовному преследованию.